# Ємельяновський район
Ємельяновський район (рос. Емельяновский район) — адміністративна одиниця та муніципальне утворення в центральній частині Красноярського краю. Адміністративний центр — робітниче селище Ємельяново.

## Географія
Ємельяновський район розташований у приміській зоні, на захід від міста Красноярськ. Площа території - 7440 км².
Суміжні території:
- Північ: Великомуртинський район
- Північний схід: Сухобузимський район
- Схід: Березовський район і місто Красноярськ
- Південний схід: місто Дивногорськ
- Південь: Балахтинський район
- Захід: Козульським та Бірилюським райони Красноярського краю

На території району розташоване селище міського типу Кедровий, що не входить до складу однойменного муніципального району.

## Історія
У 1921 році була утворена Ємельяновська сільська рада, а в 1936 році, згідно з Указом Президії Верховної Ради РРФСР — Ємельяновський район, до складу якого увійшли двадцять три сільських ради, які відійшли від Красноярського району і три від Сухобузимського.
У 1983 році з Ємельяновського району було виділено Березовський район.

## Економіка
Промисловість району представлена підприємствами сільського та лісового господарства, машинобудування.